# Minas (Cuba)
Minas is een stad en gemeente in de Cubaanse provincie Camagüey. 

## Demografie
In 2015 telde de gemeente Minas 37.500 inwoners.
Met een oppervlakte van 1060 km² heeft de stad dus een bevolkingsdichtheid van 36 inwoners/km².

## Geboren
- Roberto Skyers (1991), atleet